# Dấu (toán học)

Ký hiệu dấu cộng và trừ được sử dụng để hiển thị dấu của một số.

Trong toán học, khái niệm của dấu (tiếng Anh: sign) bắt nguồn từ thuộc tính của mỗi số thực mà không phải số dương hoặc số âm. Bản thân số 0 (zero) không có dấu, mặc dù trong một số ngữ cảnh, cần xem nó là -0, và trong vài ngữ cảnh cần gọi số 0 với dấu riêng của nó. Cùng với áp dụng vào số thực, "đổi dấu" được dùng từ toán học tới vật lý để biểu thị số đối (phủ định, hoặc nhân cho −1), ngay cả cho số lượng vốn không phải là số thực (như vậy, không thể là số dương, số âm hoặc zero). Hơn nữa, từ "dấu hiệu" (nghĩa tiếng Anh khác của "sign") có thể chỉ ra các khía cạnh của đối tượng toán học có vẻ giống như tích cực hay tiêu cực.